# C20H23NO2
化学式C20H23NO2（摩尔质量：309.409 g/mol）可以指：
- 右奥沙屈，CAS号：4741-41-7
- 阿莫拉酮，CAS号：76-65-3 
  - (S)-阿莫拉酮，PubChem CID：66584151
  - (R)-阿莫拉酮，PubChem CID：76964432

|  | 这个同类索引页列出了具有相同分子式的化学物（即同分異構體）条目。 除非您是有意链接至本页，否则应将相应条目的内部链接指向正确的条目。 |